# مسجد ذو الفقار
مسجد ذو الفقار (1091 هجرية / 1680م) يعرف أيضا ب جامع غطاس، هو أحد المساجد التي انشئت في عصر الدولة العثمانية في مصر، يقع بحى اللبودية الذي يبدأ من نهاية شارع درب الجماميز تجاه حارة إسماعيل بك وآخره مسجد السيدة زينب، وينسب هذا المسجد إلى الأمير ذو الفقار الذي تولى إمارة الحج إحدى عشرة مرة في عهد وإلى مصر الأمير حمزة باشا و توفي الأمير ذو الفقار في (1102هجرية / 1690م).

## وصفه
يقع مدخله الرئيسى في واجهته الغربية ويشغل الركن الجنوبي الغربي منها. ويعلو المدخل عقد مرتفع جدا يبلغ أقصى ارتفاع للمسجد ، وهو مكون من ثلاث فصوص ملئت بالمقرنصات والدلايات في تكوين وتشكيل جميل بديع. وعقد المدخل عميق مما سمح بوجود مكسلتين على جانبيه.وفى وسط عقد المدخل يوجد باب المسجد الذي يعلوه عتب مزخرف بمجموعة من الصنجات المعشقة.

## روابط خارجية
- آثار القاهرة الإسلامية- مسجد ذو الفقار بك